# NGC 4995
NGC 4995 ist eine Balken-Spiralgalaxie vom Typ SBb mit aktivem Galaxienkern im Sternbild Jungfrau auf der Ekliptik. Sie ist schätzungsweise 74 Millionen Lichtjahre von der Milchstraße entfernt und hat einen Durchmesser von etwa 65.000 Lichtjahren. Die Galaxie ist das hellste Mitglied der Galaxiengruppe LGG 333.
Im selben Himmelsareal befinden sich unter anderem die Galaxien PGC 45697, PGC 45726, PGC 1011507, PGC 1012906.
Das Objekt wurde am 25. April 1784 von Wilhelm Herschel entdeckt.

## NGC 4995-Gruppe (LGG 333)
| Galaxie  | Alternativname | Entfernung / Mio. Lj |
| -------- | -------------- | -------------------- |
| NGC 4928 | PGC 45052      | 72                   |
| NGC 4942 | PGC 45177      | 73                   |
| NGC 4981 | PGC 45574      | 71                   |
| NGC 4995 | PGC 45643      | 74                   |
| IC 4212  | PGC 45845      | 62                   |